# Геремая Нгата
Геремая 'Гаррі' Нгата (англ. Heremaia Ngata; нар. 24 серпня 1971, Вангануї) — новозеландський футболіст, що грав на позиції півзахисника.
Виступав, зокрема, за клуби «Галл Сіті» та «Футбол Кінгз», а також національну збірну Нової Зеландії.

## Клубна кар'єра
У дорослому футболі дебютував 1990 року виступами за англійську команду «Галл Сіті», в якій провів два сезони, взявши участь у 25 матчах Третього дивізіону і, найімовірніше, був першим футболістом маорі, який зіграв у англійській лізі.
1993 року Нгата повернувся до Нової Зеландії і став гравцем клубу «Норт-Шор Юнайтед». У складі цієї команди з перервами Геремая грав до 1998 року і двічі визнавався найкращим гравцем клубу, а в перервах виступав за австралійський клуби «Брансвік Ювентус» з Національної футбольної ліги, вищого дивізіону країни, та «Томастаун Зібрас» і «Буллін Інтер Кінгз», що грали у Прем'єр-лізі штату Вікторія.
У сезоні 1998/99 Нгата пограв за ірландський «Богеміан», після чого 1999 року перейшов до клубу «Футбол Кінгз», за який відіграв 5 сезонів. Це був новозеландський клуб з Окленду, але виступав він у австралійській Національній футбольній лізі. Більшість часу, проведеного у складі «Футбол Кінгз», Нгата був основним гравцем команди, забивши 27 голів у 127 іграх чемпіонату. Завершив кар'єру футболіста у 2004 році, коли футбольна ліга була скасована, а «Футбол Кінгз» припинив існування.

## Виступи за збірну
18 квітня 1993 року дебютував в офіційних іграх у складі національної збірної Нової Зеландії в товариському матчі з Саудівською Аравією (1:3, в якому відзначився голом.
У складі збірної був учасником Кубка націй ОФК 1996 року, зігравши у одному матчі проти Австралії, але його команда програла (0:0 і 0:3) та не вийшла у фінал.
Втім вже на наступному Кубку націй ОФК 1998 року в Австралії новозеландці здобули титул переможця турніру, а Геремая зіграв у трьох з чотирьох матчах — проти Таїті, Фіджі та у фіналі проти Австралії. Перемога дозволила новозеландцям представляти федерацію на Кубку конфедерацій 1999 року, вперше у своїй історії. На турнірі в Мексиці Нгата зіграв у одному матчі — з Бразилією, а його команда програла всі три гри і не вийшла з групи.
У 2001 році він брав участь у відбіркових матчах до чемпіонату світу 2002 року, під час яких 13 червня 2001 року у матчі проти Вануату (7:0) востаннє вийшов на поле у складі національної збірної. Всього протягом кар'єри у національній команді, яка тривала 9 років, провів у її формі 28 матчів, забивши 3 голи.

## Титули і досягнення
- Володар Кубка націй ОФК: 1998
- Срібний призер Кубка націй ОФК: 2000